# Martin Friedrich Philipp Bartsch
Martin Friedrich Philipp Bartsch, auch Philipp Bartsch (* 1770; † 1833) war ein deutscher Lehrer und Berliner Schulvorsteher.

## Werk
Bartsch wird gelegentlich als Urheber des Weihnachtsliedes Morgen, Kinder, wird’s was geben genannt. Seine Rolle ist jedoch nicht ganz klar. Max Friedlaender gibt an, dass das Lied 1811 in den von Bartsch herausgebrachten Melodien zur Liedersammlung enthalten sei, und nennt Bartsch (mit Fragezeichen) als Komponisten der dort angegebenen Melodie. Der Text des Liedes war bereits 1795 in den Liedern zur Bildung des Herzens von Karl Friedrich Splittegarb (1753–1802) veröffentlicht worden.

## Werke
- Liedersammlung zur Erhebung, Veredlung und Erfreuung des Herzens, ein angenehmes, nützliches und dauerndes Weihnachts-, Neujahrs- und Geburtstagsgeschenk für die deutsche Jugend. Berlin 1811 (Digitalisat).
- Melodien zur Liedersammlung zur Erhebung, Veredlung und Erfreuung des Herzens, ein angenehmes, nützliches und dauerndes Weihnachts-, Neujahrs- und Geburtstagsgeschenk für die deutsche Jugend. Platen, Berlin 1811 (Teil-Scan der Universitäts- und Landesbibliothek Bonn bei Wikimedia Commons, PDF, 7,15 MB).